# 科特什瓦尔

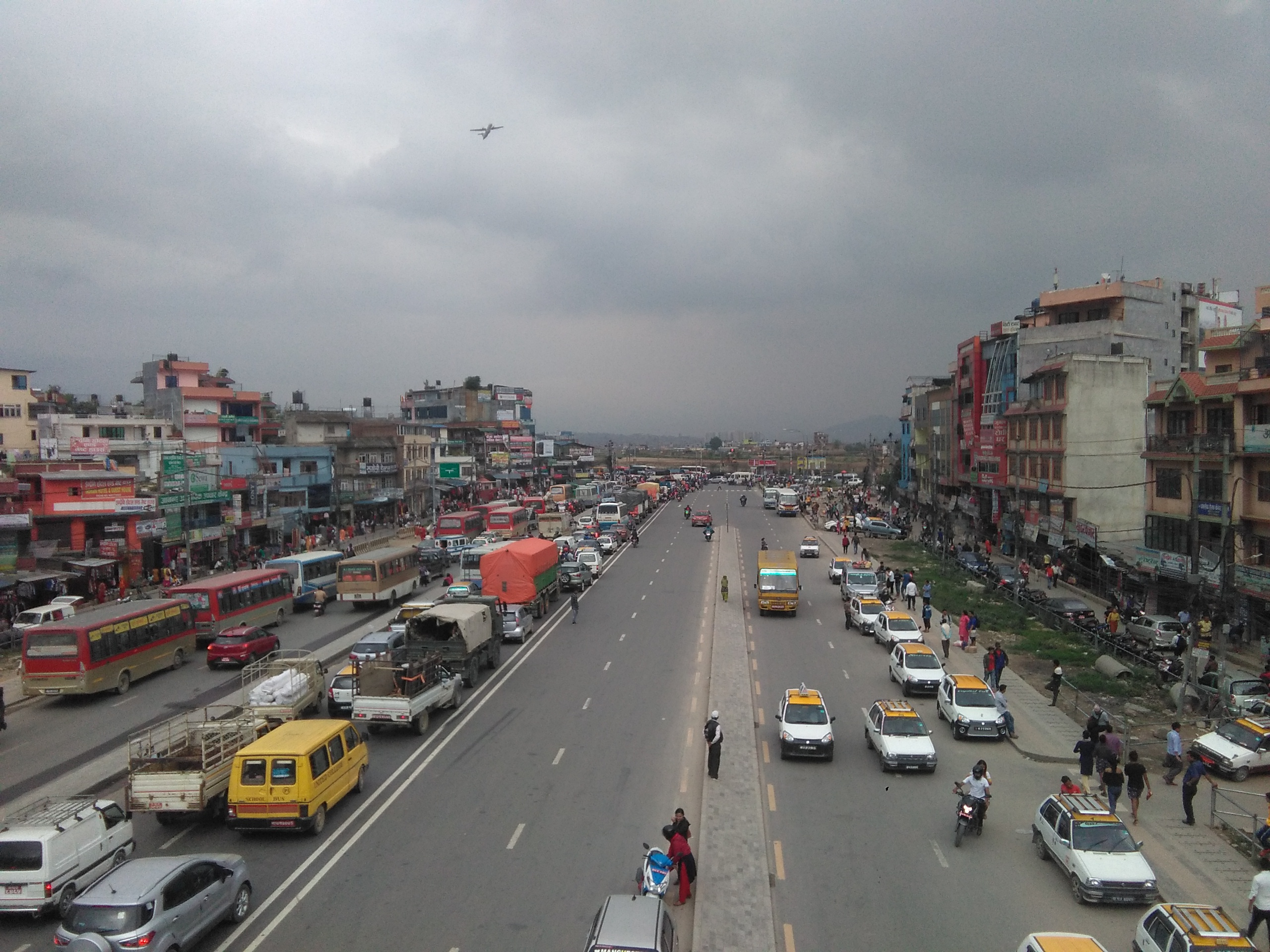
科特什瓦尔

科特什瓦尔是尼泊尔加德满都区的一个地方。1991年，加德满都大都会市通过将科特什瓦尔并入第32区（以前为第35区）进行扩展。该区域面积为395公顷，东南侧有马诺哈拉河，西侧是巴格马蒂河，北侧与戈塔塔尔接壤，东侧与巴克塔普尔区的马迪亚普尔蒂米市相邻，南侧则与拉利特普尔大都会市相接。关于基本服务，该区几乎所有家庭都能接入电力，但饮用水的情况则不尽如人意。根据1991年尼泊尔人口普查，该区有5787人，住在1154户家庭中。该区目前有8716户家庭。2001年的人口为35184。